# 天回镇站
天回镇站是位于四川省成都市金牛区天回镇街道的一个铁路车站，邮政编码610083。车站建于1955年，有宝成铁路经过该站，现仅办货运业务，客运业务于2010年停办。车站及其上下行区间均已电气化。车站距离宝鸡站661公里，隶属成都铁路局，是四等站，本站也是宝成铁路唯一装有可动心道岔的车站（灭火沟并非车站而是线路所）。